# Anthonomini
Anthonomini – plemię chrząszczy z rodziny ryjkowcowatych, zaliczany w jej obrębie do podrodziny Curculioninae.
Do plemienia tego zalicza się liczne rodzaje zasobne w gatunki, występujące zarówno w Starym, jak i w Nowym Świecie. W tym pierwszym większość gatunków należy do rodzaju Anthonomus. W krainie palearktycznej odnotowano około 100 gatunków. Południową Afrykę zamieszkują natomiast jedynie 2 rodzaje: znajdowany jedynie na akacjach Assuanensius oraz Sphincticraerus spotykany również w Hiszpanii, żyjący na roślinie z rodzaju Ziziphus, rozpowszechnionej w basenie Morza Śródziemnego, w Afryce od Etiopii do Republiki Południowej Afryki i w Azji Mniejszej.